# Pierre Lanskoï
Pierre Lanskoï (13 mars 1799 - 6 mai 1877), est un général russe.

## Biographie
Major-général en 1843, il est commandant du Régiment de la garde à cheval de 1846 à 1849.
Il est promu lieutenant-général en 1853, puis Général de la cavalerie en 1866.
Marié en 1844 à Natalia Nikolaïevna Gontcharova, veuve d'Alexandre Pouchkine, il est le père de Aleksandra Petrovna Lanskaja (it) (épouse de Ivan Andreevič Arapov (it)), ainsi que le beau-père de Nicolas Nikolaïevitch Chipov.

## Sources
- (ru) Cet article est partiellement ou en totalité issu de l’article de Wikipédia en russe intitulé « Ланской, Пётр Петрович » (voir la liste des auteurs).
- Notices d'autorité :   - VIAF
  - ISNI
  - GND